# 阿部新治
阿部 新治（あべ しんじ、1888年〈明治21年〉1月2日 - 1916年〈大正5年〉3月20日）は、日本の海軍軍人で海軍航空草創期の搭乗員。日本海軍における初の空中分解によって墜落殉職したパイロットである。最終階級は海軍中尉。

## 生涯
1888年1月2日、宮城県刈田郡宮村に生まれる。兄二人が陸軍軍人であった関係上、阿部自身も幼少期より軍人志望だった。刈田郡立刈田中学校を卒業後、1906年(明治39年)11月28日には海軍兵学校へ入校し、海兵37期生となる。同期には井上成美、小沢治三郎、草鹿任一などがおり、また阿部と同じく黎明期のパイロットである飯倉貞造、桑原虎雄、武部鷹雄、難波暉雄、馬越喜七も同期生であった。
1909年(明治42年)11月19日、卒業と同時に海軍少尉候補生、宗谷乗組となり、南洋諸島とオーストラリアを巡る練習航海へ参加する。練習航海終了後、石見乗組中の1911年(明治44年)2月27日に海軍少尉となる。その後、常盤乗組、海軍砲術学校普通科学生、海軍水雷学校普通科学生を経て、1912年(大正元年)12月1日、海軍中尉。
1914年(大正3年)7月28日に第一次世界大戦が勃発すると、大和乗組として占守島付近の測量や警備に従事した後、第五艇隊附として豊後水道警備に当たっている。1915年(大正4年)2月2日、露木専治、桑原虎雄、海谷優、三神仲次郎、津田耕作と共に第四期飛行練習将校に任ぜられ、追浜海軍航空隊で訓練を受ける。教官には欧州の航空隊を視察して帰朝したばかりの安達東三郎、大崎教信両大尉などがいた。その後、航空術研究委員となり、同年7月27日に卒業飛行を行った後、第四期飛行術練習将校を卒業、引き続き追浜海軍航空隊附として飛行術の習得に努めた。同年12月4日に行われた御大礼特別観艦式では、大正天皇の前で御前飛行を披露する光栄に浴している。
1916年(大正5年)3月、東京市上野公園で海事博覧会が開催されるにあたって、追浜航空隊より航空思想の普及と祝意を表すための展示飛行を行うこととなった。3月20日に桑原虎雄、飯倉貞造と共にファルマン式水上機(頓宮基雄機関大尉同乗)に搭乗して上野公園上空で旋回飛行を行った。帰還途中、虎ノ門上空に差し掛かった所で突如として右翼が破損し、そのまま500メートルの高さから町田経宇陸軍大将の自宅に墜落した。阿部はエンジンの下敷きになり、顔面と右腕を粉砕する重症を負い、担架にて海軍省内に運び込まれ医務局長から応急処置を施されるも午後2時に絶命した。同日、正七位勲五等に叙されている。同乗の頓宮機関大尉も顔面と後頭部に重症を負い、運び込まれた先の病院で死去している。

## エピソード
仲の良かった草鹿任一によれば、ある時、阿部がニコニコしながら自分の写真を出して「之は最近撮ったのだが、この写真屋はなかなか上手で感心だ」と一人で悦に入っているので写真を見てみると、かなり修正されて実物とかけ離れたものであったという。また、阿部が墜落した当時、草鹿は中央区にあった海軍大学校で乙種学生として学んでおり、阿部機墜落を目撃している。草鹿は同じく同期で乙種学生だった中田操と一緒に現場に駆けつけ、阿部を海軍省まで運んでいる。
飛行術練習将校を修了した後、追浜海軍航空隊で教官を勤めていた際に指導した後輩に山口三郎、大西瀧治郎がいる。

## 親族
- 次兄：阿部平輔(陸軍中将、陸士21期)
- 三兄：阿部八郎(陸士？期)